# Une couronne dorée
Une couronne dorée est le sixième épisode de la saison 1 du Trône de fer, série télévisée américaine de fantasy, diffusée en primeur le 22 mai 2011 sur HBO. Il a été coécrit par Jane Espenson avec les créateurs de la série et producteurs exécutifs David Benioff et D. B. Weiss et réalisé par Brian Kirk.

## Résumé

### Dans le Nord
À Winterfell, Robb est de plus en plus inquiété par la situation et reporte sa colère sur Theon. Bran, lui, est perturbé par des rêves récurrents mais se console avec sa nouvelle selle, jusqu'à ce qu'un petit groupe de Sauvageons en maraude s'en prenne à lui. Robb les affronte mais se retrouve dans la situation où il a une femme en otage et le dernier sauvageon tient Bran sous sa lame. Alors que Robb s’apprête à céder à son opposant, ce dernier meurt d'une flèche tirée par Theon qui transperce sa poitrine à quelques centimètre de la tête de Bran, ce qui n'arrange pas la relation entre le jeune Lord et le Fer-né. La femme sauvageonne, Osha, est faite prisonnière. Ros, l'une des prostituées du bordel de Winterfell et favorite de Theon, décide de partir pour la capitale lorsque les rumeurs d'une guerre imminente poussent les hommes à quitter le Nord.

### Dans le Val des Eyriés
Toujours dans sa "Geôle Céleste", Tyrion Lannister parvient à soudoyer Mord, le geôlier, pour qu'il transmette une demande d'aveux à Lady Arryn. Après avoir confessé plusieurs des farces qu'il a faites étant enfant, il conspue la justice du Val afin d'obtenir un procès. Après avoir découvert la méthode d'exécution des Eyriés, la Porte de la Lune (une plaque s'ouvrant sur le vide situé sous la forteresse), Tyrion réclame une Ordalie par combat. Après quelques tractations, Lysa souhaite que ser Vardis Egen soit son champion mais il a des scrupules à exécuter un nain. Le Gnome faisant lui aussi appel à un champion, Vardis accepte alors le combat. Tyrion demande que son frère Jaimie le représente au combat mais Lysa insiste pour que le duel ait lieu le jour même. Le nain demande alors à l'assistance si quelqu'un veut se dévouer. Alors que tous sont persuadés que personne ne répondra à l'appel, Bronn, le mercenaire, accepte. Le combat tourne rapidement en la faveur du mercenaire, qui ne se bat pas comme un chevalier mais profite de l'environnement et de la position du public pour prendre l'avantage. L'affrontement est finalement remporté par Bronn, qui jette son adversaire à travers la Porte de la Lune. Si Catelyn accepte stoïquement l'issue du combat, Lysa est furieuse. En partant avec Bronn, Tyrion récupère sa bourse auprès de ser Rodrick et la cède à Mord, payant sa dette.

### À Port-Réal
Au palais, Robert rétablit Eddard comme Main du roi pour qu'il s'occupe du trône pendant qu'il part chasser, laissant Cersei ruminer sa colère contre Eddard ; tous sont conscients que tant que les Stark et les Lannister sont en conflit, les Sept Couronnes ne peuvent connaître la stabilité. 
Pendant sa chasse, le roi Robert, ivre, ne cesse de radoter et de rabaisser son frère qui finit par lui faire savoir ce qu'il pense de son "bon vieux temps" et l'envoyer paître.
Eddard, lors d'une séance de doléances, prend cependant une décision drastique en désavouant publiquement Gregor Clegane pour avoir dévasté le Conflans, le condamnant à mort et sommant Tywin Lannister de se présenter à la cour pour répondre des actes de son banneret. Sansa devient de plus en plus cassante avec ses proches, surtout avec la septa, et reçoit la visite de Joffrey qui vient lui faire du charme en s'excusant de son dédain des dernières semaines et lui offrant même un baiser. Les filles Stark sont troublées par la situation de leur père, qui décide de les faire retourner à Winterfell, la situation dans la capitale devenant étouffante. Les deux jeunes filles sont toutes deux en désaccord avec cette décision, Aria voulant emmener son "maître à danser" avec elle et Sansa désespérant de devoir quitter son fiancé à qui elle rêve déjà de faire des enfants. C'est pendant cette discussion qu'Eddard se rend compte que tous les Baratheon ont les cheveux bruns, sauf les enfants de la reine, qui ne seraient donc pas ceux du roi.

### En Essos
À Vaes Dothrak, Daenerys découvre que le feu ne la blesse pas, marque du sang du dragon. Elle continue par ailleurs à se faire accepter par les Dothraki en se montrant digne d'eux lors d'une cérémonie où elle doit ingurgiter un cœur de cheval cru, au détriment de son frère Viserys qui ne cherche qu'à retrouver la gloire. Il décide alors de voler les œufs de dragon pour y parvenir par ses propres moyens. Jorah s'y oppose et le force à les rendre. Par la suite, Viserys arrive ivre à une fête en brandissant son épée (crime suprême dans la ville sainte) pour menacer Daenerys et son enfant à naître s'il ne reçoit pas sa couronne promise dans les plus brefs délais. Khal Drogo consent à lui offrir une « couronne en or qui plongera tous ceux qui la verraient dans l'effroi », mais sans préciser qu'il s'agira d'or en fusion versé directement sur son crâne. Viserys meurt brûlé sous les yeux de sa sœur, qui constate qu'en fin de compte il n'était pas un "dragon" comme il le prétendait car le feu ne peut nuire à un dragon.